# Acrocercops hippuris
Acrocercops hippuris är en fjärilsart som beskrevs av Edward Meyrick 1915. Acrocercops hippuris ingår i släktet Acrocercops och familjen styltmalar.
Artens utbredningsområde är Peru. Inga underarter finns listade i Catalogue of Life.